# Rebecca Twigg
Rebecca Twigg (* 26. März 1963 in Seattle) ist eine ehemalige US-amerikanische Radrennfahrerin, die auf Bahn und Straße erfolgreich Rennen bestritt. Sie gewann zwei Medaillen bei Olympischen Spielen und wurde sechs Mal Weltmeisterin.

## Sportliche Laufbahn
Rebecca Twigg war eine der erfolgreichsten US-amerikanischen Radsportlerinnen. Ihre Karriere umspannte nahezu zwei Jahrzehnte, von Beginn der 1980er bis Ende der 1990er Jahre, mit einer Pause von 1987 bis 1991.
Schon mit 14 Jahren besuchte die hochbegabte Rebecca Twigg eine Universität. Da sie sich dort unwohl fühlte, wandte sie sich auf Rat ihrer Mutter dem Radsport zu, um ihr Selbstbewusstsein zu stärken. Mit knapp 18 Jahren wurde sie das erste Mal US-amerikanische Straßen-Meisterin, nachdem sie vorher schon vier Junioren-Titel auf Bahn und Straße errungen hatte. Insgesamt errang sie 16 US-amerikanische Meistertitel. Das heimische Straßenrennen „Women’s Challenge“ gewann sie dreimal hintereinander (1984–86).
Auf der Bahn wurde Rebecca Twigg sechsmal Weltmeisterin in der Einerverfolgung (1982, 1984, 1985, 1987, 1993 und 1995); dabei stellte sie dreimal einen neuen Weltrekord auf. Als das Straßenrennen für Frauen in das olympische Programm aufgenommen wurde, wandte sie sich auch dieser Disziplin zu. Dreimal nahm Rebecca Twigg an Olympischen Spielen (1984, 1992 und 1996) teil. 1984, bei den Spielen in Los Angeles, wurde sie nur knapp von ihrer Landsmännin Connie Carpenter-Phinney geschlagen. Später gab Twigg zu, vor dem Rennen auf Anweisung des damaligen Nationaltrainers Edward Borysewicz wie andere Fahrer auch Blutdoping durchgeführt zu haben, was damals nicht ausdrücklich verboten war.
Bei den Spielen 1992 in Barcelona errang Rebecca Twigg eine Bronzemedaille in der Bahn-Verfolgung. Im Vorfeld des olympischen Bahnrennens im Einzelzeitfahren 1996 in Atlanta kam es zu einem Zerwürfnis zwischen ihr und der US-amerikanischen Teamleitung, nachdem sie in der Einerverfolgung überraschend früh ausgeschieden war. Weitere Gründe für den Streit waren, dass Twigg nicht das speziell entwickelte „SuperBike“ fahren wollte und auf der Akkreditierung ihres Heimtrainers Edward Borysewicz bestand. Daraufhin trat sie nicht mehr zum Rennen an. Nachdem sie bei den UCI-Bahn-Weltmeisterschaften 1997 nur Achte geworden war, trat Rebecca Twigg vom aktiven Radsport zurück.

## Privates und nach dem Sport
Im Alter von 16 Jahren musste Rebecca Twigg, die als „freundlich“, aber „introvertiert“ beschrieben wird, auf Druck ihrer Mutter ihr Elternhaus verlassen. In der folgenden Zeit hatte sie kein Zuhause, sondern lebte zwischen den Rennen in Hotels oder bei Freunden. 1982 bot ihr Edward Borysewicz an, im  Olympic Training Center in Colorado Springs zu wohnen und zu trainieren. Ab 1986 startete sie unter dem ehelichen Namen Rebeca Whitehead, den sie nach ihrer Scheidung jedoch wieder ablegte.
Im Alter von 25 Jahren stürzte Twigg und erlitt Kopfverletzungen. Daraufhin beschloss sie, mit dem Radsport zu pausieren und ihr IT-Studium zu beenden. Anschließend kehrte sie bis 1997 in den Sport zurück. Sie nahm eine Tätigkeit als Programmiererin auf, fühlte sich aber einsam, wurde zunehmend depressiv und litt unter Angststörungen. Sie hörte auf zu arbeiten, wurde obdachlos und lebt seitdem in ihrer Heimatstadt Seattle auf der Straße; zwei Ehen scheiterten. Sie selbst sagte 2019 in einem Zeitungsinterview, ein Gefühl von Schuld hindere sie daran, Hilfe anzunehmen. Sie habe Möglichkeiten in ihrem Leben bekommen, die andere nicht gehabt hätten.

## Erfolge
| 1981 - US-amerikanische Meisterin – Einerverfolgung 1982 - Weltmeisterin – Einerverfolgung - US-amerikanische Meisterin – Einerverfolgung 1984 - Weltmeisterin – Einerverfolgung - US-amerikanische Meisterin – Sprint, 1000-Meter-Zeitfahren, Einerverfolgung, Punktefahren 1985 - Weltmeisterin – Einerverfolgung 1986 - Weltmeisterschaft – Einerverfolgung - US-amerikanische Meisterin – Einerverfolgung, 1000-Meter-Zeitfahren 1987 - Weltmeisterin – Einerverfolgung - Panamerikaspielesiegerin – Einerverfolgung 1992 - Olympische Spiele – Einerverfolgung - US-amerikanische Meisterin – Einerverfolgung 1993 - Weltmeisterin – Einerverfolgung 1995 - Weltmeisterin – Einerverfolgung - US-amerikanische Meisterin – Einerverfolgung, 1000-Meter-Zeitfahren 1996 - US-amerikanische Meisterin – Einerverfolgung 1997 - US-amerikanische Meisterin – Einerverfolgung | 1982 - US-amerikanische Meisterin – Einzelzeitfahren 1983 - Weltmeisterschaft – Straßenrennen - US-amerikanische Meisterin – Straßenrennen 1984 - Olympische Spiele – Straßenrennen 1987 - Panamerikaspielesiegerin – Straßenrennen 1992 - US-amerikanische Meisterin – Straßenrennen, Kriterium 1994 - US-amerikanische Meisterin – Einzelzeitfahren |